# МРТ 1
МРТ 1 — первый телеканал Македонского радиотелевидения, основанный в 1964 году как первый и единственный телеканал Телевидения Скопье. Телеканал ведёт прямые трансляции Конкурса песни Евровидение и Олимпийских игр, транслирует телепередачи, фильмы и сериалы. В 2012 году началось вещание МРТ 1 в формате HD, с 12 апреля 2013 вещает через спутник Eutelsat 16C на платформе TotalTv.

## Трансляции

### Выпуски новостей
- Дневник[англ.] (10:00, 17:00, 19:30, 23:00)
- Вести (13:00, 15:00)

### Производство МРТ
- Македония в античности
- Македония в истории
- Македония под Османским правлением
- 20 лет независимости Македонии
- Вековая ссылка
- Македонские народные сказки (макед. Македонски народни приказни)

### Развлекательные программы
- Тротоар
- Стисни плеј
- Иселенички Џубокс

### Иностранные телесериалы
- Теория Большого взрыва
- Грань
- Сплетница
- C.S.I.: Место преступления
- C.S.I.: Место преступления Майами
- C.S.I.: Место преступления Нью-Йорк
- Менталист
- Сверхъестественное
- Юристы Бостона
- Симпсоны
- Маленький Моцарт (Little Amadeus)

### Ток-шоу
- Ако е...со Чом
- Од наш агол
- Брокер
- Евромагазин
- Да бидеме начисто
- Аграр

### Документальные фильмы
- Талкачи
- Апокалипса

### Развивающие передачи
- Дзвон
- Word on the street - we learn English